# Treštenica Gornja
Treštenica Gornja är ett samhälle i Bosnien och Hercegovina.   Det ligger i entiteten Federationen Bosnien och Hercegovina, i den centrala delen av landet, 70 km norr om huvudstaden Sarajevo. Treštenica Gornja ligger 402 meter över havet och antalet invånare är 156.
Terrängen runt Treštenica Gornja är lite kuperad. Närmaste större samhälle är Živinice, 16,5 km öster om Treštenica Gornja. 
I omgivningarna runt Treštenica Gornja växer i huvudsak lövfällande lövskog. Runt Treštenica Gornja är det ganska tätbefolkat, med 93 invånare per kvadratkilometer.